# William A. Dembski
William Albert "Bill" Dembski (født 18. juli 1960 i Chicago, Illinois) er en amerikansk matematiker, teolog og professor i filosofi. Han var sammen med Michael Behe en af de prominente fortalere for teorien om Intelligent design som værende et alternativ til evolutionsteorien. William A. Dembski er af den opfattelse, at den "intelligente designer" er den kristne gud.
Han er ophavsmand til 'The Design Inference', der angiveligt er en metode til at identificere "intelligent" design i naturen. Det bygger på begrebet Specificeret kompleksitet og metoden 'Forklaringsfiltret'.
Dembski er medlem af The Discovery Institute, en tænketank, der har gjort sig bemærket som fortalere for Intelligent Design.
Dembski er forfatter til talrige bøger og artikler. Vigtigst er:
- The Design Inference og
- No Free Lunch

I 2016 meddelte han, at han ikke længere beskæftigede sig med intelligent design-teorien.

## Eksterne links
- Næsten komplet liste over Dembskis bøger og artikler
- Link til omtale af 'Forklaringsfiltret' Arkiveret 29. november 2011 hos  Wayback Machine
- Link til Dembski egen hjemmeside
- Link til omtale af Dembski på 'Discovery Institutes' hjemmeside